# Hardware (álbum)
Hardware es el quinto álbum de estudio de la banda suiza de Hard rock y Heavy metal, Krokus, editado en 1981.
Este trabajo fue grabado en los Roundhouse Studios de Londres, entre noviembre y diciembre de 1980, y fue producido por el propio grupo.

## Lista de canciones
- Autor: Chris von Rohr & Fernando von Arb, salvo los indicados.

Cara A
1. "Celebration" - 3:23
2. "Easy Rocker" - 5:28
3. "Smelly Nelly" (von Rohr; von Arb; Tommy Kiefer) - 3:42
4. "Mr. 69" - 3:02
5. "She's Got Everything" - aff
6. 3:58

Cara B
1. "Burning Bones" (von Rohr; von Arb; Marc Storace) - 3:37
2. "Rock City" - 4:47
3. "Winning Man"  - 5:34
4. "Mad Racket"  - 4:02

## Miembros
- Marc Storace - Voz
- Fernando von Arb - Guitarra rítmica, bajo, teclados, coros
- Chris von Rohr - Bajo, teclados, percusión, batería, coros
- Freddy Steady - Batería, percusión
- Tommy Kiefer - Guitarra solista, coros